# Sleater-Kinney
Sleater-Kinney （英语发音： /ˌsleɪtərˈkɪniː/ SLAY-tər-KIN-ee  ）是一支美国摇滚乐队，于1994 年在华盛顿州奥林匹亚成立。 乐队目前的成员包括科林·塔克（主唱和吉他手）和凯莉·布朗斯坦（吉他手和主唱），此前长期成员珍妮特·维斯（鼓手、口琴手和主唱）于2019年离开。  Sleater-Kinney 起源于暴女运动，并在美国独立摇滚中具有重要知名度。 该乐队还因其女权主义和进步主义政治观点而闻名。 
Sleater-Kinney在1994年至2005年内发布了数张专辑，并最终在2006年解散，之后乐队各成员都投入到了她们的个人生涯。乐队在2014年又重建，到目前为止共发布了五张专辑。
评论家格雷尔·马库斯和罗伯特·克里斯高称赞Sleater-Kinney是 21世纪初最重要的摇滚乐队之一。 马库斯在2001年将 Sleater-Kinney 评为美国最佳摇滚乐队 ，网络音乐杂志 《Stereogum》的汤姆·布雷汉在2015年将他们评为过去二十年中最伟大的摇滚乐队

## 成员
现任成员
- Carrie Brownstein - 吉他、主唱和伴唱（1994-2006 年；2014 年至今）
- Corin Tucker - 主唱和伴唱、吉他（1994-2006 年；2014 年至今）

已离队成员
- Misty Farrell - 鼓、打击乐（1994 年）
- Lora MacFarlane - 鼓、吉他、伴唱（1995-1996 年）
- Toni Gogin - 鼓（1996 年）
- Janet Weiss - 鼓、伴唱、口琴、打击乐（1996-2006 年；2014-2019 年）

## 唱片目录
录音室专辑
- 斯莱特-金尼(1995)
- 呼叫医生（1996）
- 挖出我（1997）
- 热石(1999)
- 全力以赴对付坏人(2000)
- 一拍(2002)
- 树林（2005）
- 无爱之城(2015)
- 中心无法维持(2019)
- 健康之路(2021)
- 小绳子(2024)

现场专辑
- 巴黎现场(2017)

合辑
- 一起开始(2014)
- Dig Me In: Dig Me Out 封面专辑(2022)

## 在流行文化中
乐队的名字 Sleater-Kinney 出现在Le Tigre的歌曲“ Hot Topic ”的歌词中。  Sleater-Kinney 的歌曲被收录在许多电影和电视节目中，包括《六呎風雲》 、 《飞鸟小姐》 、 《Hearts Beat Loud 》、 《女生要革命》 、 《Shrill 》和《大城小妞 》。